# Condado de Ingham (Michigan)
O Condado de Ingham é um dos 88 condados do estado americano de Michigan. A sede do condado é Mason, e sua maior cidade é Lansing.
O condado possui uma área de 1 453 km² (dos quais 5 km² estão cobertos por água), uma população de 279 320 habitantes, e uma densidade populacional de 193 hab/km² (segundo o censo nacional de 2000). O condado foi fundado em 29 de outubro de 1829.